# Such, wer da will, ein ander Ziel

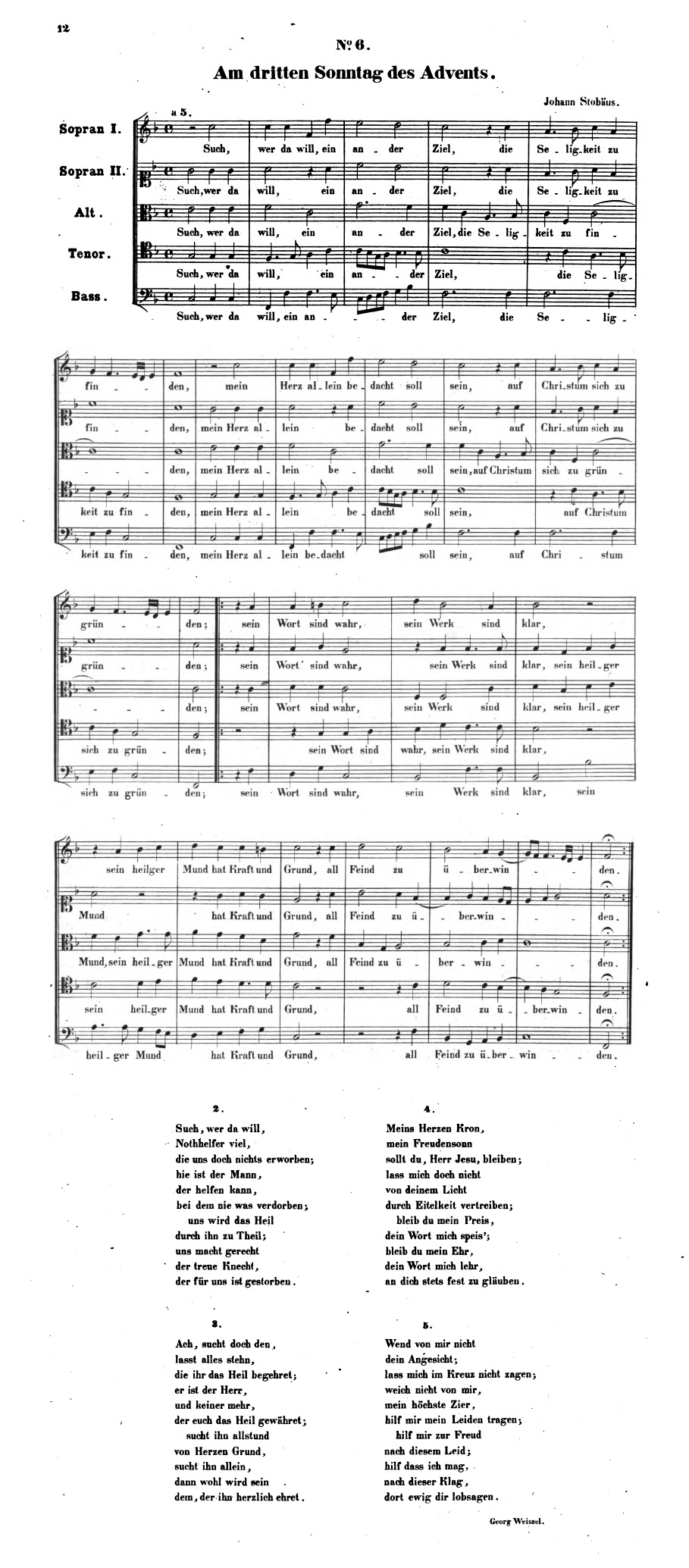
Such, wer da will, Liedmotette von Johann Stobäus 1642, Neudruck 1858

Such, wer da will, ein ander Ziel ist ein lutherisches Kirchenlied. Den Text schrieb Georg Weissel 1623 zu einer 1613 von Johann Stobäus komponierten Melodie.

## Entstehung und Rezeption
Der lutherische Theologe Georg Weissel wurde 1623 zum Pfarrer an der Altroßgärter Kirche in Königsberg berufen, die im selben Jahr, zunächst als bescheidene Kapelle, für die Bewohner der Neusiedlung Roßgarten erbaut worden war. Zur Einweihung der Kirche am zweiten Adventssonntag 1623 schrieb Weissel das Lied Macht hoch die Tür, die Tor macht weit. Am darauffolgenden Sonntag wurde er selbst als Pfarrer der Kirche eingeführt; zu diesem Anlass entstand Such, wer da will, ein ander Ziel.
Bereits seit seiner Studentenzeit in Königsberg kannte und schätzte Weissel den zehn Jahre älteren Domkantor und Komponisten Johann Stobäus. Dieser schrieb zu Macht hoch die Tür die Melodie. Für Such, wer da will griff Weissel auf eine Melodie zurück, die Stobäus bereits 1613 für einen Hochzeitsgottesdienst komponiert hatte (Wie’s Gott bestellt, mir wohlgefällt).
Der früheste erhaltene Druck des Textes mit der Melodie – als fünfstimmige Liedmotette – steht in der Sammlung Preußische Festlieder, die Stobäus 1642, sieben Jahre nach Weissels Tod, mit eigenen und Werken seines Lehrers Johannes Eccard herausgab. Danach fand das Lied bald in alle deutschsprachigen lutherischen Gesangbücher Eingang. Es ist aber auch mit anderen Melodien in Gebrauch.
Im Evangelischen Gesangbuch ist Such, wer da will der Rubrik Rechtfertigung und Zuversicht (unter der Nr. 346), im Evangelisch-Lutherischen Kirchengesangbuch² der SELK unter der Rubrik Nachfolge (unter Nr. 647) und im Mennonitischen Gesangbuch der Rubrik Wozu Gott uns beruft (unter der Nr. 449) zugeordnet. Es ist das Wochenlied am 17. Sonntag nach Trinitatis.
Karl Marx (1897–1985) schuf 1948 die Motette Such, wer da will, ein ander Ziel.

## Form
Die Strophenform, die Weissel von dem Hochzeitslied eines unbekannten Verfassers übernahm, ist originell und anspruchsvoll. Sie besteht aus elf Zeilen, von denen drei dreihebig, acht sogar nur zweihebig sind. Die rasche Folge der männlichen Reime und die dreifache Identität der weiblichen erforderte vom Dichter eine hohe Sprachkunst. Im Gegensatz zum Verfasser der Hochzeitsvorlage zeigt sich Weissel dieser Herausforderung vollkommen gewachsen. Sein Text wurde zu keiner Zeit nennenswerten „Verbesserungen“ oder „Modernisierungen“ unterzogen.

## Inhalt
Das Evangelium am dritten Adventssonntag war Mt 11,2–10 . Die Frage, die Johannes der Täufer aus dem Gefängnis an Jesus richten lässt – „Bist du es, der da kommen soll, oder sollen wir auf einen andern warten?“ – und das messianische Selbstzeugnis, mit dem Jesus antwortet, werden zum Ausgangspunkt des Liedes. Kein anderer, sondern Jesus Christus allein gibt Heil und Seligkeit, Nahrung und Freude für die Seele, Hilfe und Trost im Leiden. Dabei folgt auf das Ich-Bekenntnis der ersten Strophe das Wir-Bekenntnis der zweiten, die missionarische Einladung der dritten und schließlich das persönliche Gebet der vierten und fünften Strophe.
Der Bezug auf das Evangelium verbindet sich untrennbar mit Weissels Glaubenszeugnis beim Amtsantritt in Roßgarten. Was er predigt – das paulinisch-lutherische Solus Christus – ist zugleich die Existenzgrundlage des Predigers selbst. Die Ablehnung anderer „Nothelfer“ ist dabei auch als polemische Zurückweisung katholischer Heiligenverehrung, darüber hinaus aller Formen von Aberglauben zu lesen.

## Text
| 1. Such, wer da will, ein ander Ziel, die Seligkeit zu finden; mein Herz allein bedacht soll sein, auf Christus sich zu gründen. Sein Wort sind wahr, sein Werk sind klar, sein heilger Mund hat Kraft und Grund, all Feind zu überwinden. | 2. Such, wer da will, Nothelfer viel, die uns doch nichts erworben; hier ist der Mann, der helfen kann, bei dem nie was verdorben. Uns wird das Heil durch ihn zuteil, uns macht gerecht der treue Knecht, der für uns ist gestorben. | 3. Ach sucht doch den, lasst alles stehn, die ihr das Heil begehret; er ist der Herr, und keiner mehr, der euch das Heil gewähret. Sucht ihn all Stund von Herzensgrund, sucht ihn allein; denn wohl wird sein dem, der ihn herzlich ehret. | 4. Meins Herzens Kron, mein Freudensonn sollst du, Herr Jesu, bleiben; lass mich doch nicht von deinem Licht durch Eitelkeit vertreiben; bleib du mein Preis, dein Wort mich speis, bleib du mein Ehr, dein Wort mich lehr, an dich stets fest zu glauben. | 5. Wend von mir nicht dein Angesicht, lass mich im Kreuz nicht zagen; weich nicht von mir, mein höchste Zier, hilf mir mein Leiden tragen. Hilf mir zur Freud nach diesem Leid; hilf, dass ich mag nach dieser Klag dort ewig dir Lob sagen. |

## Melodie
Johann Stobäus’ Melodieⓘ hat mit ihrem ungewöhnlichen Quint- und Oktavsprung zu Beginn und ihren zahlreichen Synkopen einen freudigen, tänzerischen Charakter und gibt der „trotzig-frohen“ Heilsgewissheit des Textes treffenden Ausdruck. Abweichend von der jambischen Strophenform beginnen die Zeilen 1 und 4 auf betonter Zählzeit, sodass sich ein Daktylus ergibt. In Weissels Text treffen auf diesen Zeilenbeginn stets einsilbige, sinntragende Wörter, oft Imperative.
In Teilen der evangelischen Tradition wurde Stobäus’ Melodie als zu wenig gemeindegerecht empfunden. So wurde das Lied nach dem Deutschen Evangelischen Gesangbuch, das in einer Reihe nord-, west- und ostdeutscher Provinzial- bzw. Landeskirchen ab Ende der 1920er Jahre eingeführt wurde und in einigen von ihnen bis 1969 in Gebrauch war, zur Melodie Bis hierher hat mich Gott gebrachtⓘ von Peter Sohren gesungen. Das Gesangbuch der Evangelisch-reformierten Kirchen der deutschsprachigen Schweiz führt das Lied (Nr. 276) mit der Melodie Lobt Gott den Herrn, ihr Heiden all von Melchior Vulpius. Ein amerikanisches deutsch-lutherisches Gesangbuch von 1894 enthält das Lied mit der Melodie Es ist gewisslich an der Zeitⓘ von Martin Luther.
Otto Riethmüller nahm das Lied in seine für die weitere Gesangbuchentwicklung wichtige Sammlung Ein neues Lied (1932) mit Stobäus’ Melodie auf (Nr. 173).